# Den Burg
Den Burg est un village de la commune néerlandaise de Texel, dans la province de la Hollande-Septentrionale. En 2010, le village comptait 7 070 habitants.

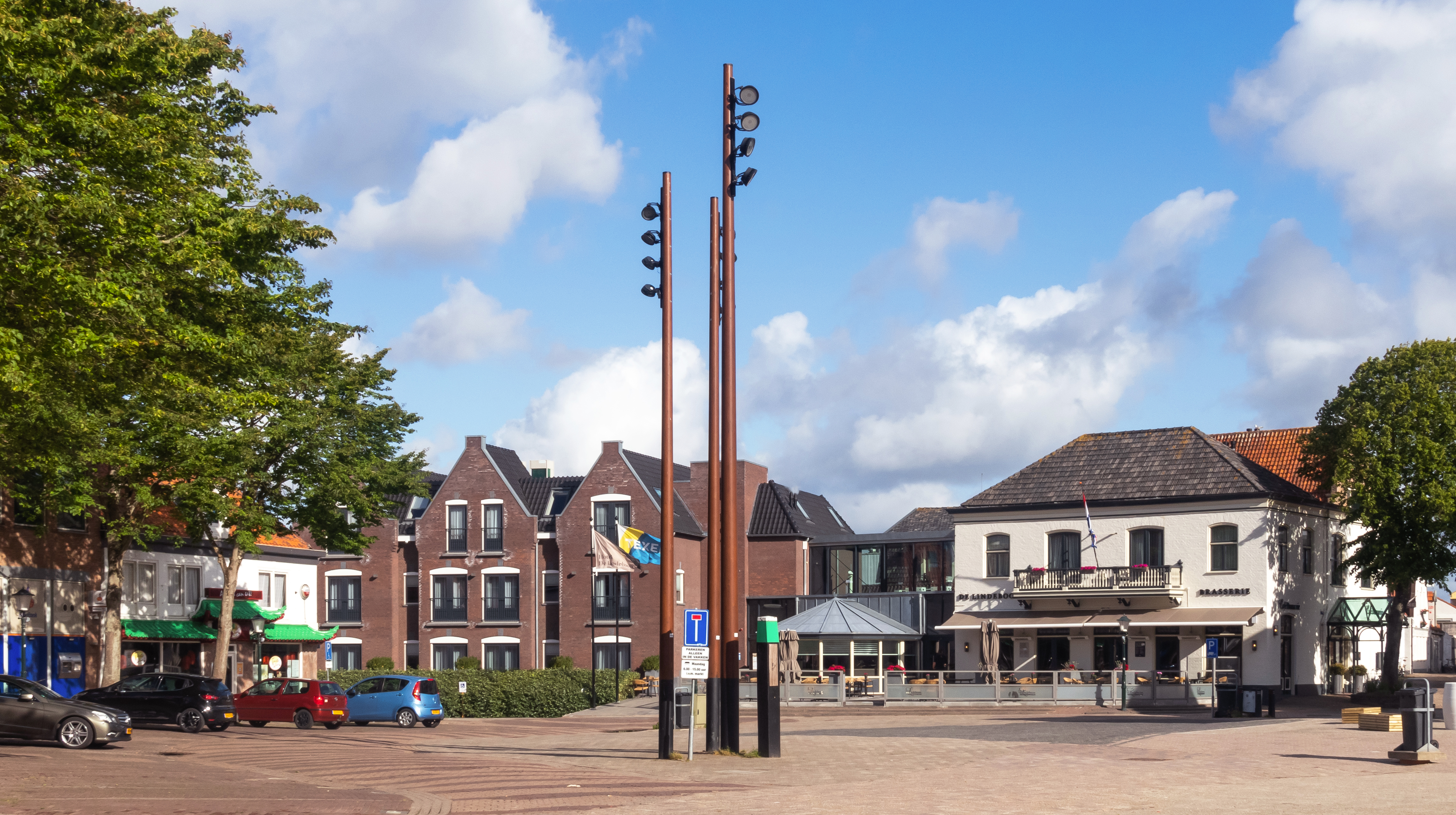
Les sculptures sur le Vismarkt

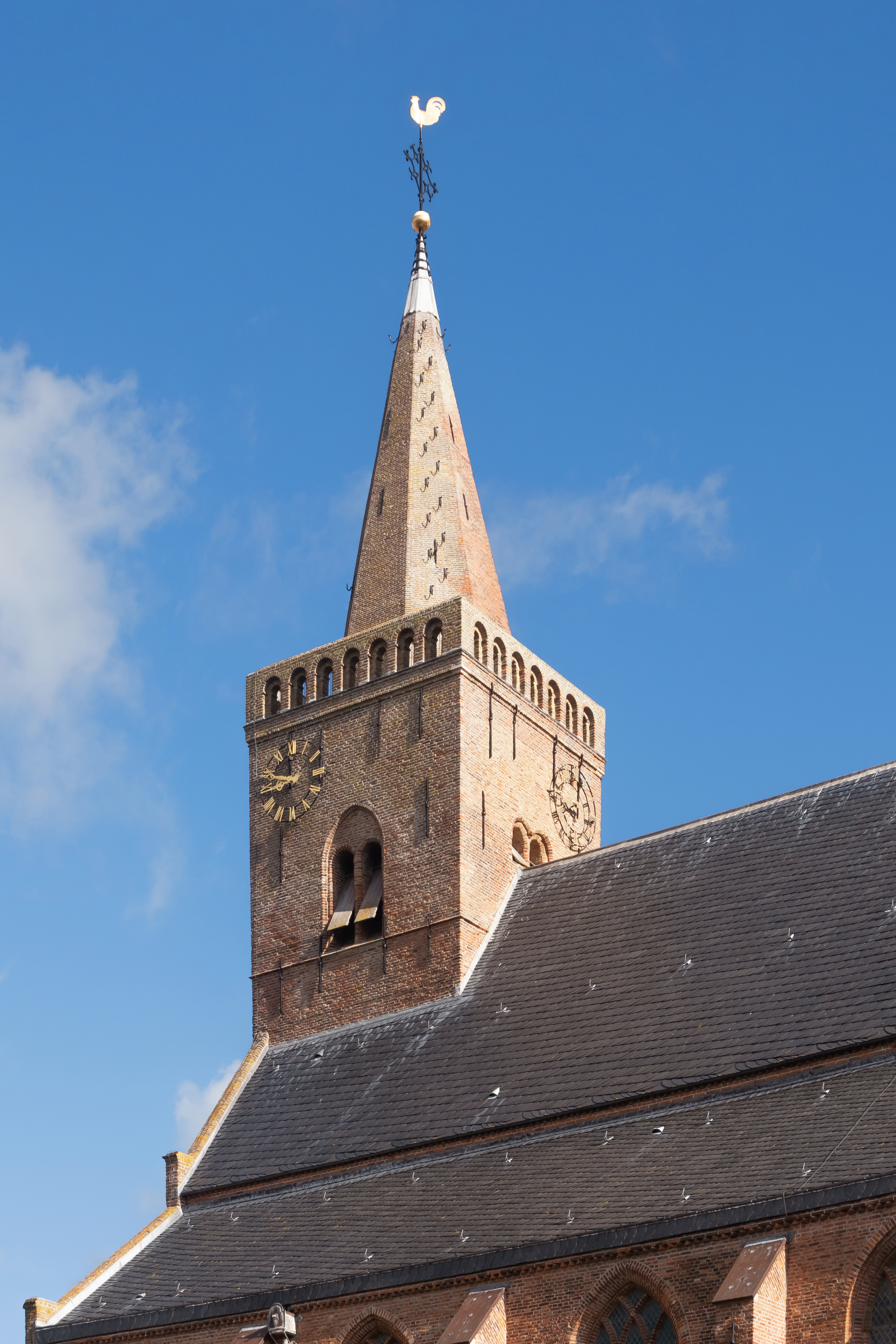
Tour de l'église (de Burght)

## Personnalités liées à Den Burg
- Kees de Jager (1921-2021), astronome né et mort à Den Burg